# Odorrana swinhoana
Odorrana swinhoana is een kikkersoort uit het geslacht Odorrana uit de familie echte kikkers (Ranidae). De wetenschappelijke naam van de soort werd voor het eerst geldig gepubliceerd in 1903 door George Albert Boulenger.
Odorrana swinhoana komt voor in delen van Azië en leeft endemisch in Taiwan. De kikker komt veel voor in rivieren en beken in de loofwouden op lage hoogte tot ongeveer 700 meter boven zeeniveau.
De soortaanduiding swinhoana is een eerbetoon aan Robert Swinhoe (1836 - 1877), die als eerste westerling de reptielen van Taiwan onderzocht.